# Відносини Екваторіальної Гвінеї та Іспанії
Відносини Екваторіальної Гвінеї та Іспанії стосуються дипломатичних відносин між Республікою Екваторіальна Гвінея та Королівством Іспанія. Обидві нації є членами Асоціації академій іспанської мови, Організації іберо-американських держав та ООН.

## Історія

### Іспанська колонізація
Першими європейцями, які дослідили острів Фернандо По та Аннобон, були португальці, які прибули в 1472 році. У 1778 році Португалія передала територію Іспанії після підписання договору про Ель-Пардо. Ці уступки були зроблені для того, щоб Іспанія мала доступ до рабів для Іспанської Америки, і в той же час вона визнала права португальців на захід від меридіана 50 ° західної сутності в сучасній Бразилії. Іспанія контролювала свою нову територію, яка називається Іспанська Гвінея, від свого віце-королівства Ріо-де-ла-Плата, що базується в Буенос-Айресі. До 1781 р. Іспанія вийшла з території після того, як багато іспанських поселенців та солдат були знищені жовтою лихоманкою .
У 1827 році Іспанія передала в оренду острів Фернандо По британському Королівському флоту, який вимагав базу для охорони рабів після того, як вони скасували торгівлю рабами в 1807 році. До 1844 року Іспанія взяла під контроль свою територію і почала використовувати його як покарання. для кубинців. Після іспано-американської війни територія Іспанської Гвінеї була останньою значною територією Іспанії. Після громадянської війни в Іспанії, в 1959 році, Іспанська Гвінея була реорганізована в дві провінції заморської Іспанії і підпорядкована цивільним губернаторам, а жителі Іспанської Гвінеї отримали повне іспанське громадянство. До 1963 року Іспанська Гвінея отримала певну економічну та адміністративну автономію.

### Незалежність
У 1960-х роках відбувся рух за деколонізацію Африки. У 1967 році жителі Іспанської Гвінеї почали вимагати незалежності. На початку 1968 р. уряд Іспанії припинив автономний політичний контроль над територією та запропонував національний референдум щодо нової конституції.  Конституція була затверджена 11 серпня жителями Іспанської Гвінеї, а 12 жовтня 1968 року Іспанська Гвінея оголосила про свою незалежність і змінила свою назву на Екваторіальна Гвінея. Іспанія негайно визнала нову державу та встановила дипломатичні відносини. Того ж року Франциско Макіас Нгема став першим президентом нової незалежної нації. До 1969 року всі іспанські війська та більшість іспанської громади виїхали з країни до Іспанії.

### Після незалежності
У березні 1977 р. Іспанія призупинила дипломатичні відносини з Екваторіальною Гвінеєю через репресії президента Нгуеми та його словесні напади на іспанський уряд. У жовтні 1978 р. відносини між обома країнами занизились до мінімуму, коли президент Нгуема, який взяв абсолютну владу в країні, почав відправляти цілі сім'ї та села на страту або в табори мігрантів. Іспанія була готова направити війська до нації для втручання та евакуації своїх громадян, якщо вони були особливо націлені президентом Нгуемою. У серпні 1979 р. державний переворот очолив лейтенант Теодоро Обіанг Нгуема Мбасого, племінник президента Нгеми. Того ж місяця лейтенант Обіанг раніше звертався до іспанського уряду про військову допомогу, проте йому було відмовлено, хоча Іспанія дійсно надала дипломатичне визнання його уряду. Того ж місяця президент Нгуема був схоплений опозиційними силами і страчений . Лейтенант Обіанг став другим президентом Екваторіальної Гвінеї.
У період з 1979 по 1983 рік Іспанія надіслала Екваторіальній Гвінеї 15 мільйонів іспанських песет для розвитку нації. Відносини між обома країнами майже знову розірвалися через переговори про борг у 1983 році та той факт, що Екваторіальна Гвінея заборгувала Іспанії понад 6 мільйонів іспанських песет . Домовленості були укладені до вжиття більш різких заходів. Під час спроби державного перевороту 2004 року президент Обіанг звинуватив Іспанію в тому, що вона знала про спробу державного перевороту і в тому, що він відправив два регіони іспанських військових кораблів, однак іспанський прем'єр-міністр Хосе Марія Аснар спростував звинувачення в тому, що кораблі були там для допомоги в перевороті.

## Візити на високому рівні

### Візити Президента з Екваторіальної Гвінеї до Іспанії[11][12][13]
•  Президент Теодоро Обіанг Нгуема Мбасого (1980, 2001, 2006, 2014)

### Візити королів та прем'єр-міністрів з Іспанії до Екваторіальної Гвінеї[14][15][16][17]
•  Король Хуан Карлос I (1979, 1980)
•  Прем'єр-міністр Феліпе Гонсалес (1991)
•  Прем’єр-міністр Маріано Рахой (2014)

## Двосторонні відносини
Протягом багатьох років обидві держави підписали численні угоди, такі як Угода про культурне співробітництво (1969); Угода про технічне та сільськогосподарське співробітництво (1979); Угода про освіту (1980); Договір про дружбу та співробітництво (1980 р.); Угода про сприяння та захист інвестицій (2003) та Транспортна угода (2012). Прямий рейс між Малабо та Мадридом виконує авіакомпанія CEIBA Intercontinental та Iberia.

## Торгівля
У 2016 році товарообіг між Екваторіальною Гвінеєю та Іспанією становив 748 мільйонів євро. 90% експорту Екваторіальної Гвінеї до Іспанії припадає на нафту. Основним експортом Іспанії до Екваторіальної Гвінеї є: напої, меблі та світильники, механічне обладнання, автомобілі та вантажівки та електронні матеріали. Іспанія має 3 мільйони євро інвестицій в Екваторіальну Гвінею, головним чином у будівельну галузь. У той же час інвестиції Екваторіальної Гвінеї в Іспанію становлять 4 мільйони євро. Екваторіальна Гвінея - дев'ятий найбільший торговий партнер Іспанії з Африки (78-й за величиною у світі). Іспанія є третім найбільшим торговим партнером Екваторіальної Гвінеї у всьому світі (після Китаю та США) .

## Резидентські дипломатичні місії
• Екваторіальна Гвінея має посольство в Мадриді та консульство в Лас-Пальмас.
• Іспанія має посольство в Малабо та генеральне консульство в Баті.